# Nafanua
Nafanua war eine historische Persönlichkeit in Samoa. Sie gilt als „Kriegerprinzessin“, war aliʻi (Häuptling/Königin) und toa (Krieger) vom Sā Tonumaipeʻā-Clan und häufte vier pāpā-Titel an, wodurch sie zur mächtigsten aliʻi von Samoa wurde. Nach ihrem Tod wurde sie vergöttlicht und ist eine Gottheit in der Polynesischen Religion.
Die Mythologie macht sie zu einer Tochter von Saveasiʻuleo, dem Aliʻi von Pulotu. Pulotu war sowohl ein historischer Ort, als auch ein Ort der Anderwelt von Samoa, nämlich ein Versammlungsort der Krieger ähnlich wie Walhalla. Saveasiʻuleo gilt dementsprechend ebenfalls als Gottheit. In bestimmten Traditionen war Nafanuas Mutter Tilafaiga, die mythische Zwillingsschwester von Taema.

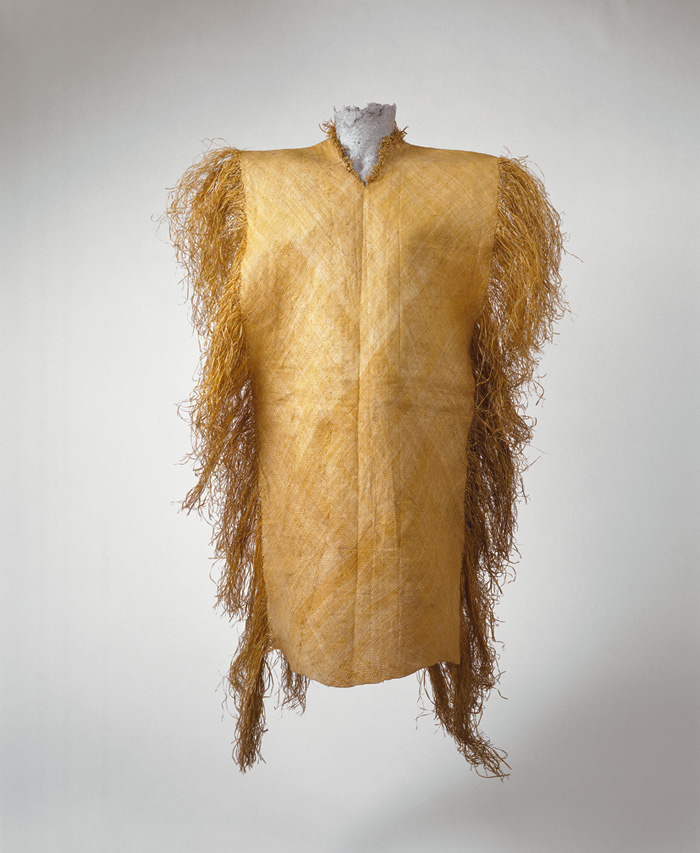
Ein Tiputa-Hemd, wie es in Kriegszügen getragen wurde.

## Legende
Nafanua erhielt ihre Titel, weil sie ihren Onkel rächte und Siege errang, die in Savaiʻi Frieden brachten.
In ihrer Zeit gab es einen Krieg zwischen der Ostseite und der Westseite von Savaiʻi, in dem jede Seite um Land und Hoheitstitel kämpfte. In der Kultur von Samoa ist Land besonders wichtig, weil im Allgemeinen mehr Menschen auf dem Land leben als Grundstücke vorhanden sind. Familien sind umso erfolgreicher, umso mehr Land sie besitzen; die Familienmitglieder (vor allem die Männer) erhalten einflussreichere Titel und größere Landstücke. Im Verlauf dieses Krieges zwang der Oberhäuptling Lilomaiava jeden Gefangenen, den er auf der Osthälfte der Insel machte, eine Kokospalme kopfunter zu besteigen. Damit unterstrich er seine Macht und seinen Willen, die ganze Insel zu erobern.
Einer der Gefangenen war Taʻiʻi, der Onkel von Nafanua, der ältere Bruder von Saveasiʻuleo. Taʻiʻi wurde gedemütigt und gezwungen mit den Füßen voran eine Kokospalme zu besteigen. Beim Klettern seufzte er tief. Sein Stöhnen wurde von Saveasiʻuleo und Nafanua gehört. Das machte Savesiʻuleo wütend; er befahl Nafanua sich für den Krieg vorzubereiten und den Toa-Baum zu fällen. Das Holz wurde benutzt, um Waffen herzustellen, um Lilomaiava und seine Krieger zu vertreiben. Nafanua fällte den Toa-Baum und ließ ihn zum Trocknen liegen. Einige Tage später kehrte sie zurück und entdeckte, dass der Baum viele Pule-Schnecken angelockt hatte. Sie sagte: „E gase toa ae ola pule“ (Die Schnecken leben aber der Toa-Baum ist tot). Die metaphorische Bedeutung ist: Auch wenn Menschen große Kraft und Macht haben, werden sie nicht überleben, wenn sie keine Weisheit haben und gute Entscheidungen treffen. Es benötigt Mut um weise Entscheidungen zu treffen.
Bevor er in die Schlacht zog, befahl Saveasi'uleo Nafanua: „A paʻia le pa i Fuʻalaga, aʻe le tuli auʻa le Aliʻi o Aiga“. Mit diesem Ausspruch befahl er Nafanua das Töten zu beenden, sobald sie das Dorf Fualaga erreiche. Aber sie erinnerte sich erst an die Worte ihres Vaters, als der Wind so heftig bließ, dass er ihr Kriegshemd (tiputa) wegwehte. Sie fiel auf die Knie und stöhnte auf, bis zu diesem Zeitpunkt erkannten die Männer nicht, dass sie eine Frau war. Sie fühlten sich erniedrigt, weil sie als einzige Frau unter so vielen Männern kämpfte. Nafanua gilt weithin als eine der größten Kriegerinnen.

## Falealupo
Das Dorf Falealupo gilt als Heimat von Nafanua. Häuptlinge von anderen Dörfern kamen oft nach Falealupo um Nafanuas Beistand in militärischen Aktionen zu erbitten. 1989 verliehen die Häuptlinge von Falealupo den Titel Nafanua an den Ethnobotaniker Paul Alan Cox für seine Naturschutzbemühungen. Dieser Titel wurde sogar formell im Samoanischen Lands and Title Court niedergelegt.
In Falealupo suchte auch der Malietoa Fitisemanu Nafanua auf. Nach Jahren kriegerischer Auseinandersetzungen wünschte der Malietoa Samoa ein und für alle Mal zu vereinen und das Blutvergießen zu beenden. Erst nach langen Tagen prophezeite Nafanua dem Fitisemanu: „Faʻatali i lagi se ao o lou malo“ (Warte auf den Himmel für eine Krone für dein Königreich). 1830 erreichte der Missionar John Williams die Küste (mataniʻu feagaimaleata) von Sapapaliʻi und brachte eine Bibel, die er dem Malietoa Vainuʻupo, dem Sohn von Fitisemanu in die Hand gab. Daraufhin wurde der Malietoa Vainuʻupo zum „König auf den Samoa hört“. Malietoa wurde einer der Könige von Samoa und war maßgeblich an der Vereinigung von Samoa beteiligt.

## Namensgebung
Nafanua steht mit ihrem Namen Pate bei verschiedenen modernen Namen:
- Den Vulkan Nafanua Volcano, einen aktiven Unterwasser-Vulkan in Amerikanisch-Samoa
- Als Spitzname für die weibliche Cricket-Nationalmannschaft von Samoa
- die Polizeiboote Nafanua und Nafanua II (Pacific Islands Forum), sowie
- Nafanua Community Hall eine Gemeindehalle und eine Congrational Christian Church of Samoa in Avondale, Auckland, Neuseeland.